# Esben Holmboe Bang
Esben Holmboe Bang (født 19. juli 1982 på Frederiksberg) er en dansk kok og restauratør. Han er medejer og køkkenchef på den trestjernede restaurant Maaemo i den norske hovedstad Oslo.

## Historie
Bang voksede op på Frederiksberg, hvor begge hans forældre var uddannede journalister. Efter deres skilsmisse flyttede han i hippiekollektiv i Værløse. Efter endt folkeskole begyndte han på gymnasium, men sprang fra, og begyndte i stedet på uddannelsen til kok.
Læretiden startede på Schackenborg Slotskro i Møgeltønder. Esben Holmboe Bang begyndte at interessere sig for gourmet, og skiftede elevplads til gourmetrestauranten Det 11. Bud i København. Efter endt uddannelse arbejde han i to år hos den franske kok Daniel Letz på Sankt Jakobs Plads på Østerbro.
I 2001 flyttede han til Oslo, da han havde mødt den norske kæreste Kaja. Her fik han job på restauranten Bagatelle, inden han to år senere blev souschef på Le Canard der på dette tidspunkt havde én stjerne i Michelinguiden. I 2005-06 var Holmboe Bang kortvarigt tilbage i København, da han blev ansat som dessertkok hos Jan Hurtigkarl & Co. I 2007 vendte han tilbage til Oslo, da han blev souschef på den étstjernede Restaurant Oro, inden han fra 2008 til 2010 havde en lignede stilling på Feinschmecker, der også havde én stjerne i den berømte guide.

### Maaemo
Da Esben Holmboe sammen med den finske sommelier Pontus Dahlström ønskede at lave gourmetmad af 100 procent økologiske lokale råvarer, åbnede de sammen med John Frede i december 2010 restauranten Maaemo i Oslos fattige Grønlands-kvarter i den østlige del af byen.
Allerede i marts 2012 fik Maaemo som første restaurant i Norden tildelt to stjerner ved Michelinguidens første bedømmelse af restauranten, og i februar 2016 fik restauranten og Esben Holmboes køkken den tredje stjerne af Michelin. Maaemo blev sammen med danske Restaurant Geranium de første tre-stjernede restauranter i Norden.

## Anerkendelse
- 2012 – to michelinstjerner på Maaemo.
- 2012 – Maaemo nr. 1 i guiden 66 Best Restaurants Nordic Countries.
- 2014 – Maaemo nr. 79 på listen The World's 50 Best Restaurants
- 2014 – udnævnt til en af det kommende årtis mest indflydelsesrige kokke på listen over 15 most influentialchefs of the next decade på elitetraveler.com
- 2014 – udnævnt til en af verdens mest indflydelsesrige kokke på Time Magazines liste over "100 most influential chefs".
- 2016 – tre michelinstjerner på Maaemo.